# 彭大治
彭大治（1476—1530年），字宜定，號定軒，福建兴化府莆田縣人，民籍。明朝政治人物。

## 生平
生于成化丙寅二月初二日，弘治十四年（1501年）辛酉科福建鄉試第五十五名舉人，正德九年（1514年）甲戌科二甲第二十二名進士，授南京户部陕西司主事，晋员外、郎中。正德十六年（1521年）擢知扬州府，嘉靖二年（1523年）癸未入觐，调四川叙州府。父喪丁忧，服阕，改知韶州府，九年春进长芦运使，未上任，三月二十三日卒于韶州，年五十五。著有《學庸直指》、《定軒集》。

## 紀念
莆田縣文峰宫前有“三代司马四世名宦坊”，为彭甫、彭大治、彭文質、彭憲范、彭憲章、彭汝楠立。

## 家族
曾祖彭时锐。祖父彭邦彦。父彭甫，號忍菴，成化十七年进士，官广西提学佥事。母陳氏，继母許氏，封宜人。娶朱氏，贈安人，加赠淑人。继娶林氏，封宜人，加赠淑人。生四子：文阳、文兴、文陟、文质。幼子彭文質，生母宋氏，嘉靖三十八年进士，官广西左参政。曾孫彭汝楠，万历四十四年进士，官兵部左侍郎。